# 共和政ローマ鳥卜官一覧

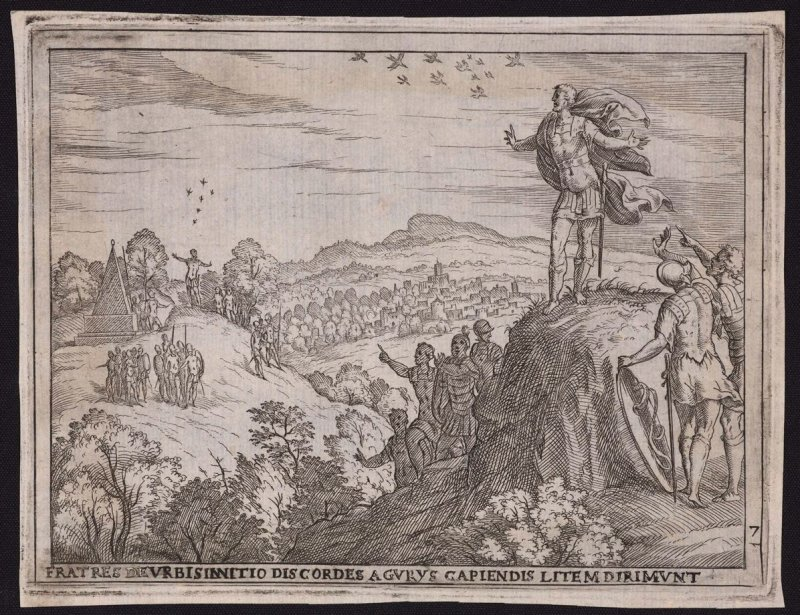
ジョバンニ・バッティスタ・フォンタナ画、『建国場所を決めるため鳥占いをする双子』（1575年）

共和政ローマ鳥卜官一覧（きょうわせいローマちょうぼくかんいちらん）は主に共和政ローマの判明しているアウグル（鳥卜官）を記載した一覧。古い時代は資料に乏しいため不明な者も多い。

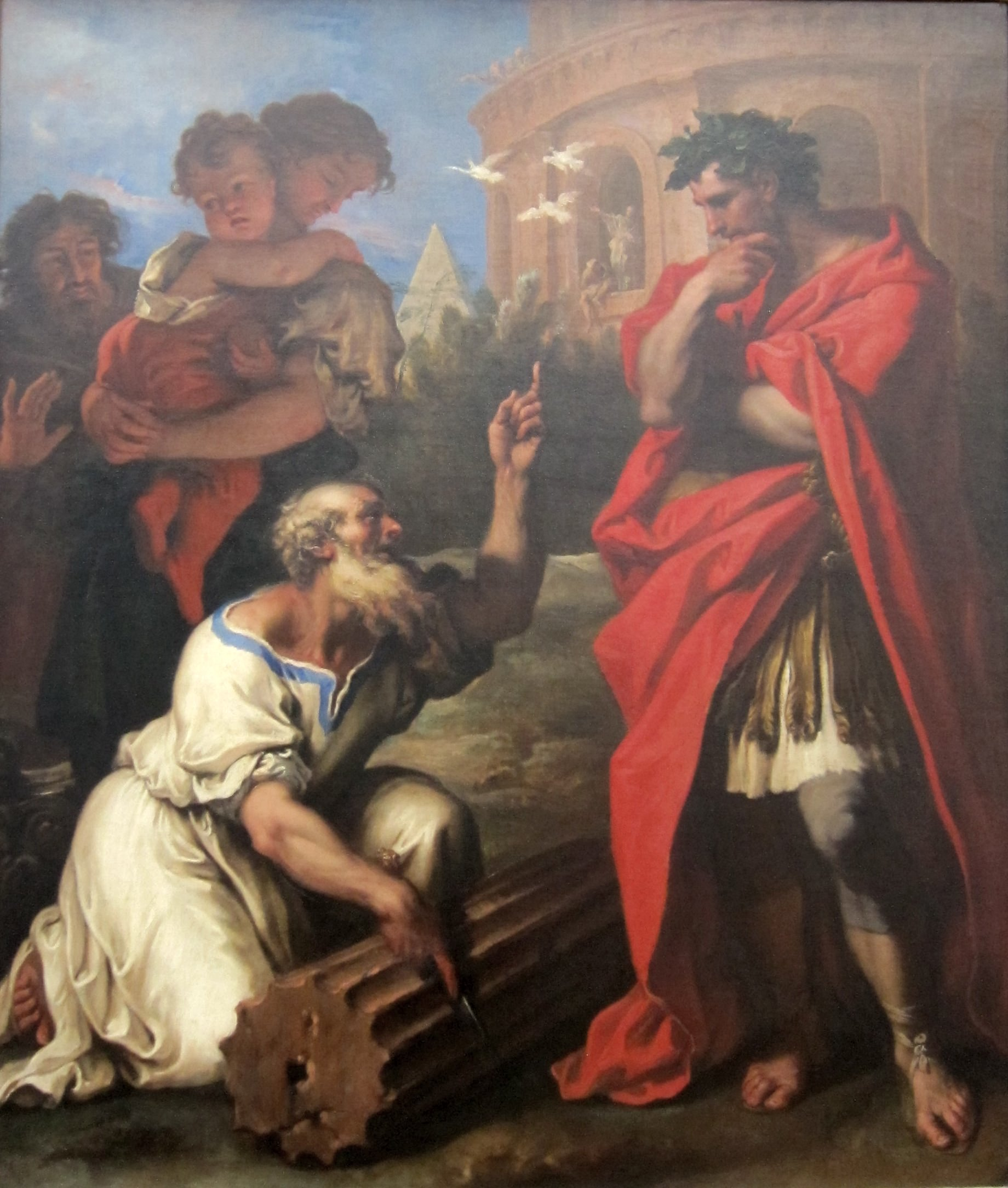
セバスティアーノ・リッツィ画、『アットゥス・ナウィウスに助言を求めるタルクィニウス・プリスクス王』（1690年頃）

## 定員
ローマ建国の父ロムルスは、公的な行動をとる前に予兆を読み取るアウグルとして、自身に加えて当時3つあった各トリブスから1名ずつを選出し、更に2代目ヌマ・ポンピリウスがそれに2名増員したとされる。この時点で定員は6名であるが、紀元前300年にオグルニウス法が提出された時、パトリキ4名の定員に対してプレブス5名が追加されており、どうして6名（各トリブスから2名ずつ）であるはずの定員が4名に減ったのかリウィウスも分からないとしている。とにかくこの法によって各トリブスから3名ずつが選ばれることとなり計9名となった。
アウグルの定員が大幅に増員される事となったのはこれよりかなり後のルキウス・コルネリウス・スッラが独裁官の時 （紀元前81年前後）で、15名に増員されている。更にガイウス・ユリウス・カエサルが自身をアウグルに加え16名となった。

## 王政期
- ロムルスとレムス[6]，ローマ建国の伝説の双子。鳥占いで建国場所を決めた[7]
- 無名のアウグル，ヌマ・ポンピリウスが元老院に王権を譲られる時、神託を行った[8]
- ヌマ・ポンピリウス，王政ローマ2代目王。神祇官が民衆に示すべき予兆を鳥占いによって決定した[9]
- アットゥス・ナウィウス，王政ローマ5代目タルクィニウス・プリスクス王の無理難題を実現してみせたためアウグルの地位が大きく向上した[10]

## 共和政期

### パトリキ

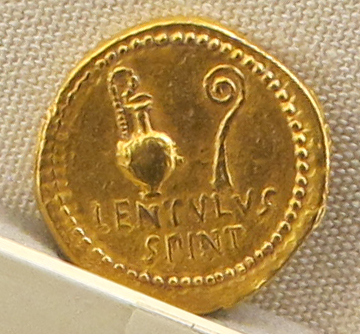
プブリウス・コルネリウス・レントゥルス・スピンテルを刻んだアウレウス金貨。アウグルの使用するリトゥウス（先の丸まった杖）と壺が刻まれている

| 期間                   | 氏名                                                             | 備考                                                       |
| ---------------------- | ---------------------------------------------------------------- | ---------------------------------------------------------- |
| ？～紀元前463年        | ティトゥス・ウェルギニウス・トリコストゥス・ルティルス           | 紀元前479年の執政官                                        |
| 紀元前494年～前463年   | マニウス・ウァレリウス・マクシムス                               | 紀元前494年の独裁官                                        |
| ？～紀元前453年        | ガイウス・ホラティウス・プルウィッルス                           | 紀元前477年、457年の執政官                                 |
| 紀元前462年～前439年   | スプリウス・ポストゥミウス・アルブス・レギッレンシス             | 紀元前466年の執政官                                        |
| 紀元前453年～          | ガイウス・ウェトゥリウス・キクリヌス                             | 紀元前455年の執政官。ホラティウス・プルウィッルスの後任    |
| 紀元前439年～前390年   | クィントゥス・セルウィリウス・プリスクス・フィデナス？           | ポストゥミウス・アルブス・レギッレンシスの後任             |
| 紀元前390年～          | マルクス・フリウス・フスス                                       | 紀元前389年のケンソル。クィントゥス・セルウィリウスの後任  |
| 紀元前265年～前203年   | クィントゥス・ファビウス・マクシムス・クンクタートル             | 対ハンニバル戦の独裁官                                     |
| 紀元前217年～前184年   | グナエウス・コルネリウス・レントゥルス (紀元前201年の執政官)     |                                                            |
| ～紀元前216年          | マルクス・アエミリウス・レピドゥス (紀元前232年の執政官)         | 後任者不明                                                 |
| ～紀元前213年          | プブリウス・フリウス・ピルス                                     | 紀元前223年の執政官                                        |
| 紀元前213年～前170年   | ルキウス・クィンクティウス・フラミニヌス                         | 紀元前192年の執政官。プブリウス・フリウス・ピルスの後任    |
| 紀元前203年～前196年   | クィントゥス・ファビウス・マクシムス                             | おそらく独裁官クィントゥス・マクシムス・クンクタートルの孫 |
| 紀元前195年～前167年   | ガイウス・クラウディウス・プルケル (紀元前177年の執政官)         |                                                            |
| 紀元前192年頃～前160年 | ルキウス・アエミリウス・パウッルス・マケドニクス                 | 紀元前182年、168年の執政官                                 |
| 紀元前184年～前180年   | スプリウス・ポストゥミウス・アルビヌス (紀元前186年の執政官)     | グナエウス・コルネリウス・レントゥルスの後任               |
| 紀元前180年～前170年   | プブリウス・コルネリウス・スキピオ (アフリカヌスの子)            |                                                            |
| 紀元前167年～          | ティトゥス・クィンクティウス・フラミニヌス (紀元前150年の執政官) | ガイウス・クラウディウス・プルケルの後任                   |
| ～紀元前130年          | アッピウス・クラウディウス・プルケル (紀元前143年の執政官)       |                                                            |
| 紀元前140年～前129年   | プブリウス・コルネリウス・スキピオ・アフリカヌス・アエミリアヌス | 小スキピオ                                                 |
| 紀元前133年頃          | マルクス・アエミリウス・レピドゥス・ポルキナ                     | 紀元前137年の執政官                                        |
| 紀元前109年頃          | ガイウス・スルピキウス・ガルバ                                   | おそらくアウグル                                           |
| 紀元前101年頃          | ガイウス・セルウィリウス                                         | 紀元前102年のプラエトル                                    |
| 紀元前88年～前78年     | ルキウス・コルネリウス・スッラ                                   | 紀元前88年、80年の執政官                                   |
| 紀元前88年～前40年     | ルキウス・ユリウス・カエサル (紀元前64年の執政官)                | 80年からという説も                                         |

| 期間                   | 氏名                                                      | 備考                                                               |
| ---------------------- | --------------------------------------------------------- | ------------------------------------------------------------------ |
| 紀元前81年頃～前26年   | マルクス・ウァレリウス・メッサッラ・ルフス                | 紀元前53年の執政官                                                 |
| 紀元前63年～前48年     | アッピウス・クラウディウス・プルケル (紀元前54年の執政官) |                                                                    |
| 紀元前57年～前42年     | プブリウス・コルネリウス・レントゥルス・スピンテル        | 同名の57年の執政官の子                                             |
| 紀元前57年頃～前46年   | ファウストゥス・コルネリウス・スッラ                      |                                                                    |
| 紀元前56年頃～         | ルキウス・マルキウス・ピリップス (紀元前38年の補充執政官) |                                                                    |
| 紀元前49年頃～前43年   | セルウィウス・スルピキウス・ガルバ (紀元前54年法務官)     |                                                                    |
| 紀元前47年頃～前44年   | ガイウス・ユリウス・カエサル                              | 紀元前45年からの終身独裁官                                         |
| ？～紀元前31年         | プブリウス・クラウディウス・プルケル (クロディウスの子)   | プブリウス・クロディウス・プルケルの子                             |
| ？～紀元前11年頃       | パウッルス・アエミリウス・レピドゥス                      | 紀元前34年の補充執政官                                             |
| 紀元前42年頃～紀元14年 | ガイウス・ユリウス・カエサル・オクタウィアヌス            | 初代皇帝アウグストゥス                                             |
| 紀元前40年頃～紀元7年  | ルキウス・センプロニウス・アトラティヌス                  | 紀元前34年の補充執政官。おそらくルキウス・ユリウス・カエサルの後任 |
| 紀元前36年～紀元8年    | マルクス・ウァレリウス・メッサッラ・コルウィヌス          | 紀元前31年の補充執政官。定員外                                     |

### プレブス

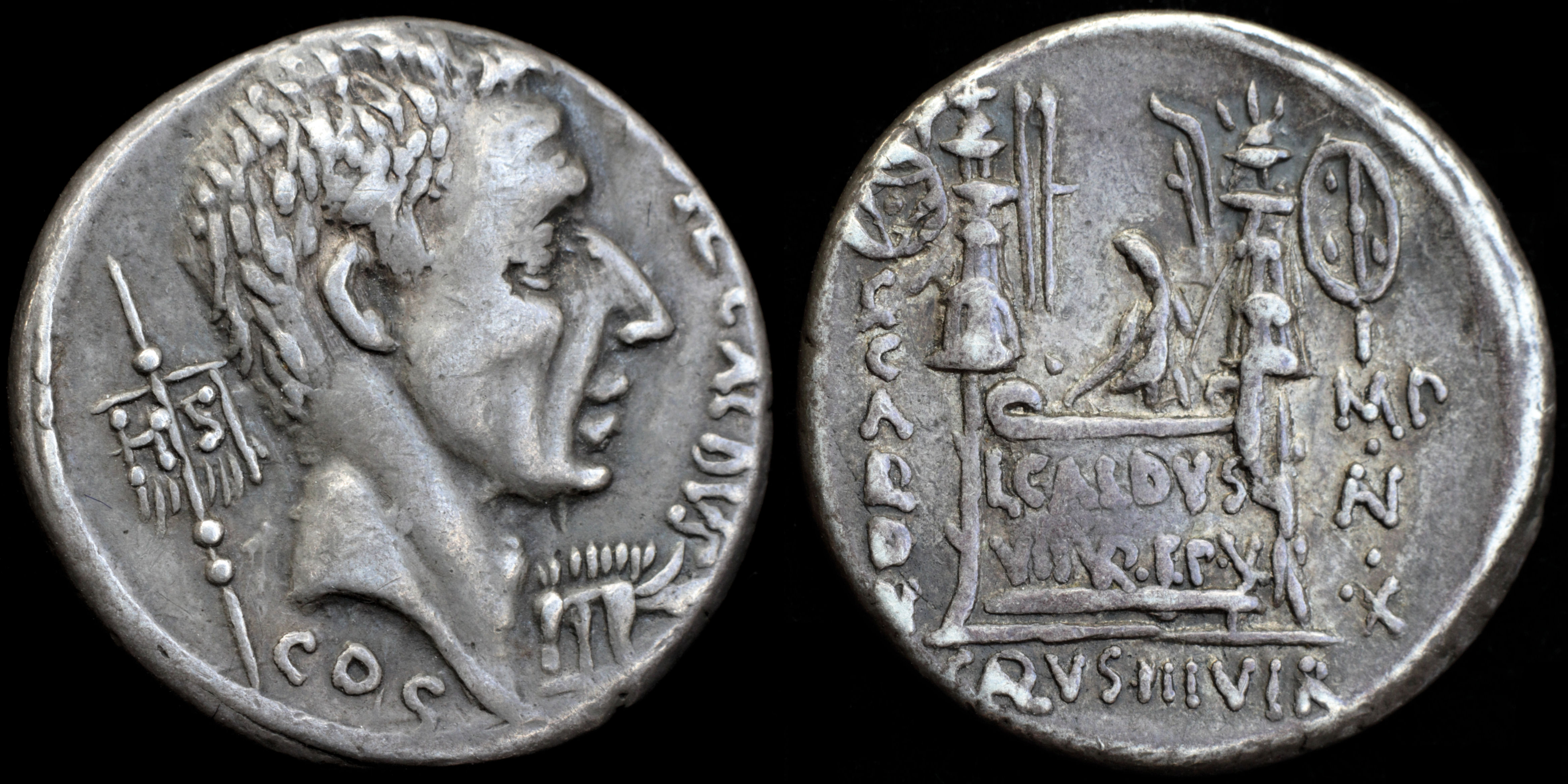
紀元前94年の執政官ガイウス・コエリウス・カルドゥスを刻んだデナリウス銀貨。裏面右IMPの下にアウグルを示すAとVがある

| 期間                       | 氏名                                                         | 備考                                                                                        |
| -------------------------- | ------------------------------------------------------------ | ------------------------------------------------------------------------------------------- |
| 紀元前300年～              | プブリウス・アエリウス・パエトゥス (紀元前337年の執政官)     |                                                                                             |
| 紀元前300年～              | ガイウス・ゲヌキウス・アウグリヌス                           |                                                                                             |
| 紀元前300年～前254年       | ガイウス・マルキウス・ルティルス・ケンソリヌス               | 紀元前310年の執政官                                                                         |
| 紀元前300年～              | マルクス・ミヌキウス・ファエスス                             |                                                                                             |
| 紀元前300年～              | ティトゥス・プブリリウス                                     |                                                                                             |
| 紀元前254年～              | ガイウス・マミリウス・トゥッリヌス                           | 紀元前239年の執政官かもしくはその父クィントゥス。マルキウス・ルティルス・ケンソリヌスの後任 |
| ～紀元前204年              | マルクス・ポンポニウス・マト                                 | 紀元前231年の執政官もしくはその子                                                           |
| 紀元前226年～前208年       | マルクス・クラウディウス・マルケッルス                       | ローマの剣                                                                                  |
| 紀元前217年～（前211年？） | ガイウス・アティリウス・セッラヌス                           | 紀元前218年の首都プラエトル                                                                 |
| ～紀元前211年              | スプリウス・カルウィリウス・マクシムス・ルガ                 | 紀元前234年、228年の執政官                                                                  |
| ～紀元前211年              | ティトゥス・オタキリウス・クラッスス (紀元前217年の法務官)   | アティリウス・セッラヌスの間違いな可能性あり                                                |
| 紀元前211年～前168年頃     | マルクス・セルウィリウス・プレクス・ゲミヌス                 | 紀元前202年の執政官。カルウィリウス・マクシムスの後任                                       |
| 紀元前210年～前174年       | ティベリウス・センプロニウス・ロングス (紀元前194年の執政官) |                                                                                             |
| 紀元前208年～前174年       | プブリウス・アエリウス・パエトゥス (紀元前201年の執政官)     |                                                                                             |
| 紀元前204年～前154年       | ティベリウス・センプロニウス・グラックス・マイヨル           | 紀元前177年、163年の執政官。マルクス・ポンポニウス・マトの後任                              |
| 紀元前174年～              | クィントゥス・アエリウス・パエトゥス                         | 紀元前167年の執政官。プブリウス・アエリウス・パエトゥスの後任                               |
| 紀元前174年～              | ティベリウス・ウェトゥリウス・グラックス・センプロニアヌス   | ティベリウス・センプロニウス・ロングスの後任                                                |
| ?～紀元前149年             | マルクス・ポルキウス・カト・ケンソリウス                     | 紀元前195年の執政官。大カト                                                                 |
| ?～紀元前133年             | ティベリウス・センプロニウス・グラックス                     | グラックス兄                                                                                |
| 紀元前140年～前128年頃     | ガイウス・ラエリウス・サピエンス                             | 紀元前140年の執政官                                                                         |
| 紀元前140年～前115年       | クィントゥス・カエキリウス・メテッルス・マケドニクス         | 紀元前143年の執政官                                                                         |
| 紀元前133年？～            | ガイウス・ファンニウス                                       | 紀元前122年の執政官。グラックス兄の後任の可能性が高い                                       |
| 紀元前129年頃～前113年頃   | デキムス・ユニウス・ブルトゥス・カッライクス                 | 紀元前138年の執政官                                                                         |
| 紀元前129年頃～前89年      | クィントゥス・ムキウス・スカエウォラ・アウグル               | 紀元前117年の執政官で法学者                                                                 |
| ?～紀元前91年              | ルキウス・リキニウス・クラッスス                             | 紀元前95年の執政官                                                                          |
| ?～紀元前87年              | マルクス・アントニウス・オラトル                             | 紀元前99年の執政官                                                                          |
| 紀元前115年～前91年        | クィントゥス・カエキリウス・メテッルス・ヌミディクス         | 紀元前109年の執政官。カエキリウス・メテッルス・マケドニクスの後任                           |
| 紀元前97年～前86年         | ガイウス・マリウス                                           | 紀元前107年、104-100年、87年の執政官                                                        |
| 紀元前93年～前73年         | ルキウス・マルキウス・ピリップス (紀元前91年の執政官)        |                                                                                             |

| 期間                   | 氏名                                                          | 備考                                                                                 |
| ---------------------- | ------------------------------------------------------------- | ------------------------------------------------------------------------------------ |
| 紀元前80年頃～         | ガイウス・コエリウス・カルドゥス                              | 紀元前94年の執政官                                                                   |
| ?～紀元前56年          | ルキウス・リキニウス・ルクッルス                              | 紀元前74年の執政官                                                                   |
| 紀元前67年頃～前50年   | クィントゥス・ホルテンシウス・ホルタルス                      | 紀元前69年の執政官                                                                   |
| 紀元前63年～前59年     | クィントゥス・カエキリウス・メテッルス・ケレル                | 紀元前60年の執政官                                                                   |
| 紀元前61年～前48年     | グナエウス・ポンペイウス・マグヌス                            | 紀元前70年、55年、52年の執政官                                                       |
| 紀元前61年頃           | ガイウス・コエリウス・カルドゥス                              |                                                                                      |
| 紀元前57年頃～前47年   | クィントゥス・カッシウス・ロンギヌス (紀元前49年の護民官)     |                                                                                      |
| 紀元前56年頃           | ルキウス・マルキウス・ピリップス (紀元前38年の補充執政官)     |                                                                                      |
| 紀元前55年～前53年     | プブリウス・リキニウス・クラッスス                            | マルクス・リキニウス・クラッススの子。おそらくルキウス・リキニウス・ルクッルスの後任 |
| 紀元前53年～前43年     | マルクス・トゥッリウス・キケロ                                | 紀元前63年の執政官。弁護士。プブリウス・リキニウス・クラッススの後任                 |
| 紀元前50年頃           | （クィントゥス・ムキウス・）スカエウォラ                      | 紀元前54年の護民官                                                                   |
| 紀元前50年頃～前44年   | ガイウス・クラウディウス・マルケッルス                        | 紀元前80年のプラエトル                                                               |
| 紀元前50年～前30年     | マルクス・アントニウス                                        | 紀元前44年、34年の執政官。おそらくクィントゥス・ホルテンシウス・ホルタルスの後任     |
| 紀元前47年頃～前42年   | クィントゥス・コルニフィキウス                                | 紀元前45年のプラエトル                                                               |
| 紀元前47年頃～前42年   | プブリウス・ウァティニウス                                    | 紀元前47年の執政官。アッピウス・クラウディウス・プルケルの後任                       |
| 紀元前47年～前40年頃   | プブリウス・セルウィリウス・イサウリクス                      | 紀元前48年、41年の執政官                                                             |
| 紀元前45年頃～前43年   | アウルス・ヒルティウス                                        | 紀元前43年の執政官                                                                   |
| 紀元前45年頃～前43年   | ガイウス・ウィビウス・パンサ・カエトロニアヌス                | 紀元前43年の執政官                                                                   |
| 紀元前44年頃～前15年   | マルクス・アップレイウス                                      | 紀元前20年の執政官                                                                   |
| 紀元前39年～前35年     | セクストゥス・ポンペイウス・マグヌス・ピウス                  | アウグルを自称したがその後ローマへ戻らなかったので就任式は行っていない               |
| 紀元前39年頃～         | マルクス・トゥッリウス・キケロ・ミノル                        |                                                                                      |
| 紀元前38年頃～         | ティトゥス・スタティリウス・タウルス (紀元前37年の補充執政官) |                                                                                      |
| 紀元前34年頃～前11年頃 | マルクス・ユニウス・シラヌス (紀元前25年の執政官)             |                                                                                      |
| 紀元前31年頃～前24年   | アウルス・テレンティウス・ウァッロ・ムレナ                    | 紀元前23年の執政官選挙に当選就任前死亡                                               |
| 紀元前31年頃           | セクストゥス・アップレイウス (紀元前29年の執政官)             |                                                                                      |
| 紀元前31年頃           | マルクス・リキニウス・クラッスス (紀元前30年の執政官)         |                                                                                      |